# Octodiplosis glyceriae
Octodiplosis glyceriae är en tvåvingeart som först beskrevs av Ewald Rübsaamen 1895.  Octodiplosis glyceriae ingår i släktet Octodiplosis och familjen gallmyggor. Inga underarter finns listade i Catalogue of Life.